# 응답 시간

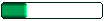

응답 시간(영어: response time)이란 공학에서 시스템이나 실행단위에 입력이 주어지고 나서 반응하기까지 걸린 시간을 말한다. 응답속도는 응답시간과 반비례 관계이며, 반응속도라고도 한다.

## 자료 처리
자료 처리에서의 응답시간은 사용자가 질의 메시지를 입력을 완료한 시점부터 단말기에 응답 메시지가 출력되기 시작하는 시점까지 경과된 시간이다. 원격 시스템에서 시스템의 응답시간은 질의 메시지의 송신이 끝나는 시점부터 응답메시지가 수신되기 시작하는 시점까지의 경과 시간이다.

## 실시간 시스템
실시간 시스템에서의 응답시간은 어떤 작업이 실행 가능한 시점부터 그 작업이 완료되는 시점까지 경과된 시간이다. 응답시간과 최악실행시간(worst-case execution time)과는 다르다. 최악실행시간은 어떤 작업이 방해를 받지 않을 때에 걸릴 것으로 예상되는 최장 시간이다.

## LCD
LCD에서 응답시간이란 액정에 인가되는 전압에 따라 액정 셀이 얼마 후에 반응하는지를 나타낸다. 응답속도는 주로 밀리초 단위로 표시한다. 그 수치가 작을수록 빠르게 자주 출력하기 때문에 영상이 더욱 부드럽게 보인다. 초기의 LCD는 응답시간이 길어서 격렬하게 변화하는 영상의 경우에 끊어져 보였다. 때문에 영화 감상이나 게임 등에 적합하지 않았으나 점차 응답시간이 개선되어 현재는 다양한 용도로 사용되고 있다.

## 같이 보기
- 레이턴시